# DB Cargo UK
Pour les articles homonymes, voir EWS et Schenker.
 (janvier 2013).
Si vous disposez d'ouvrages ou d'articles de référence ou si vous connaissez des sites web de qualité traitant du thème abordé ici, merci de compléter l'article en donnant les références utiles à sa vérifiabilité et en les liant à la section « Notes et références ».
DB Cargo UK (anciennement DB Schenker Rail UK et English, Welsh and Scottish Railway) est une entreprise ferroviaire privée britannique spécialisée dans le transport de marchandises filiale de la Deutsche Bahn.

## Histoire
English, Welsh and Scottish Railway (EWS) est créée en février 1996 à la suite de la privatisation des chemins de fer britanniques, cette société était initialement une filiale de la société américaine Wisconsin Central Transportation Corporation (WCTC) qui a été elle-même rachetée le 30 janvier 2001 par le Canadien National, principale compagnie de chemin de fer du Canada.
Le 28 juin 2007, dans une conférence de presse commune de la Deutsche Bahn AG, d'EWS, et la compagnie de fret espagnole Transfesa, fut annoncé que la Deutsche Bahn acquerrait tout le capital d'EWS et une majorité du capital de Transfesa. L'acquisition d'Euro Cargo Rail (ECR), filiale d'EWS, avec ses droits de trafic sur tout le réseau français était présenté comme un objectif important. 
En janvier 2009, EWS devient DB Schenker Rail UK puis DB Cargo UK le 1er mars 2016.

## Caractéristiques
EWS est depuis une filiale de la branche fret de la Deutsche Bahn et a été renommée en conséquence DB Schenker Rail UK puis DB Cargo UK.
Occupant une position dominante dans le marché du fret ferroviaire en Grande-Bretagne, elle transporte environ 100 millions de tonnes annuellement. Elle emploie 5 800 salariés.
L'entreprise dispose désormais de filiales sur le continent européen, notamment en France avec ECR, à la suite de l'ouverture à la concurrence du trafic fret.

## Schenker France
La filiale française a été créée en 1977.
Son siège social est à Montaigu (Vendée).
Elle est immatriculée au RCS 311 799 456.
Elle est dirigée par Frédéric Vallet. C'est la première entreprise du département de Vendée par son chiffre d'affaires en 2018.
|                                         | 2016  | 2017  | 2018  |
| --------------------------------------- | ----- | ----- | ----- |
| Chiffres d'affaires en millions d'euros | 1 281 | 1 345 | 1 382 |
| Résultat net en millions d'euros        | +20   | +20,5 | +21,3 |
| Effectif moyen annuel                   | 5 879 | 5 954 | 5 984 |